# Aitutaki
Aitutaki ist ein Atoll im Pazifischen Ozean, das geographisch zur südlichen Gruppe der Cookinseln gehört. Es liegt etwa 260 km nördlich von deren Hauptinsel Rarotonga; die nächstgelegene Nachbarinsel ist das etwa 90 km entfernte unbewohnte Atoll Manuae im Südosten.

## Geographie
Aitutaki ist ein sogenanntes „Beinahe-Atoll“, das aus der gleichnamigen Hauptinsel sowie 14 weiteren kleinen Inseln (Motus) besteht, die sich um eine etwa 50 km² große Lagune gruppieren. Die am nordwestlichen Lagunenrand gelegene Hauptinsel sowie zwei der kleinen Inseln sind vulkanischen Ursprungs, die übrigen zwölf sind Koralleninseln. Die gesamte Landfläche des Atolls beträgt 18,3 km², wovon 16,8 km² auf die Hauptinsel entfallen, die damit die sechstgrößte Landfläche der Cookinseln ist.
Auf Aitutaki leben 1776 Einwohner (Stand 2021). Innerhalb der Cookinseln wird Aitutaki nach Einwohnerzahl nur von Rarotonga übertroffen.

## Geschichte
Die erste Aufzeichnung über die Entdeckung Aitutakis durch Europäer stammt von Captain William Bligh von der Bounty aus dem Jahre 1789.
Die Missionare der London Missionary Society (LMS) landeten 1821 auf Aitutaki und verbreiteten dort als erste auf den Cookinseln das Christentum unter den Polynesiern.
Im Zweiten Weltkrieg wurden von amerikanischen Truppen zwei Start- und Landebahnen in der Lagune markiert. Nach dem Krieg war die Lagune Aitutakis dann ein wichtiger Zwischenstopp auf der Korallenroute der Flugboote zwischen Neuseeland und Tahiti. Mit der Einführung von Düsenmaschinen verlor die Insel 1960 an Bedeutung. Heute wird Aitutaki mehrmals täglich von kleinen Maschinen der Air Rarotonga angeflogen, der Flughafen Aitutaki mit 1824 m langer Landebahn befindet sich auf der Outu-Halbinsel im Nordosten.

## Wirtschaft
Tourismus und in geringem Maße Fischerei und Landwirtschaft bilden die wirtschaftliche Grundlage der Einwohner. Das Atoll wird von Zeit zu Zeit von Kreuzfahrtschiffen angelaufen.

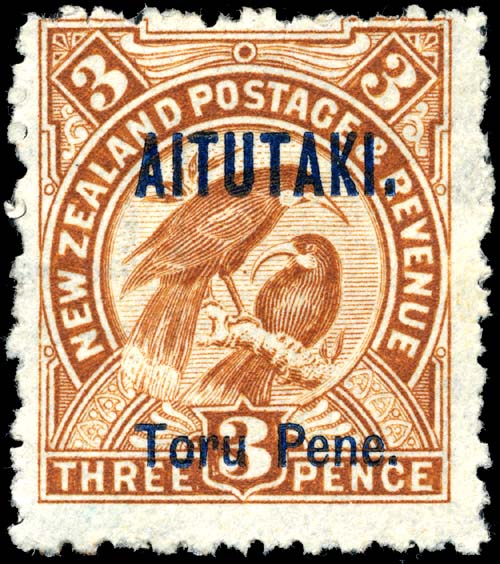
Die ersten Briefmarken für Aitutaki entstanden 1903 durch Aufdruck auf Marken von Neuseeland

Obwohl zu den Cookinseln gehörig, gab es ab 1903 eigene Briefmarken für Aitutaki. Von 1932 bis 1972 wurden die Briefmarken der Cookinseln benutzt, seither werden wieder eigene Briefmarken ausgegeben und verkauft.

## Sonstiges
Im Jahr 2006 wurde die 13. Staffel der populären US-amerikanischen Reality-TV Sendung Survivor (Survivor: Cook Islands) auf Aitutaki gedreht. Einer der Stämme wurde nach der Insel benannt und hieß Aitutaki (bzw. 'Aitu').
Die Insel wurde im August 2011 überregional bekannt, als unbekannte Täter einen Bankeinbruch auf die auf Aitutaki ansässige Bank of the Cook Islands verübten. Bei diesem ersten Bankeinbruch in der Geschichte der Insel wurden 200.000 neuseeländische Dollar erbeutet.

## Galerie

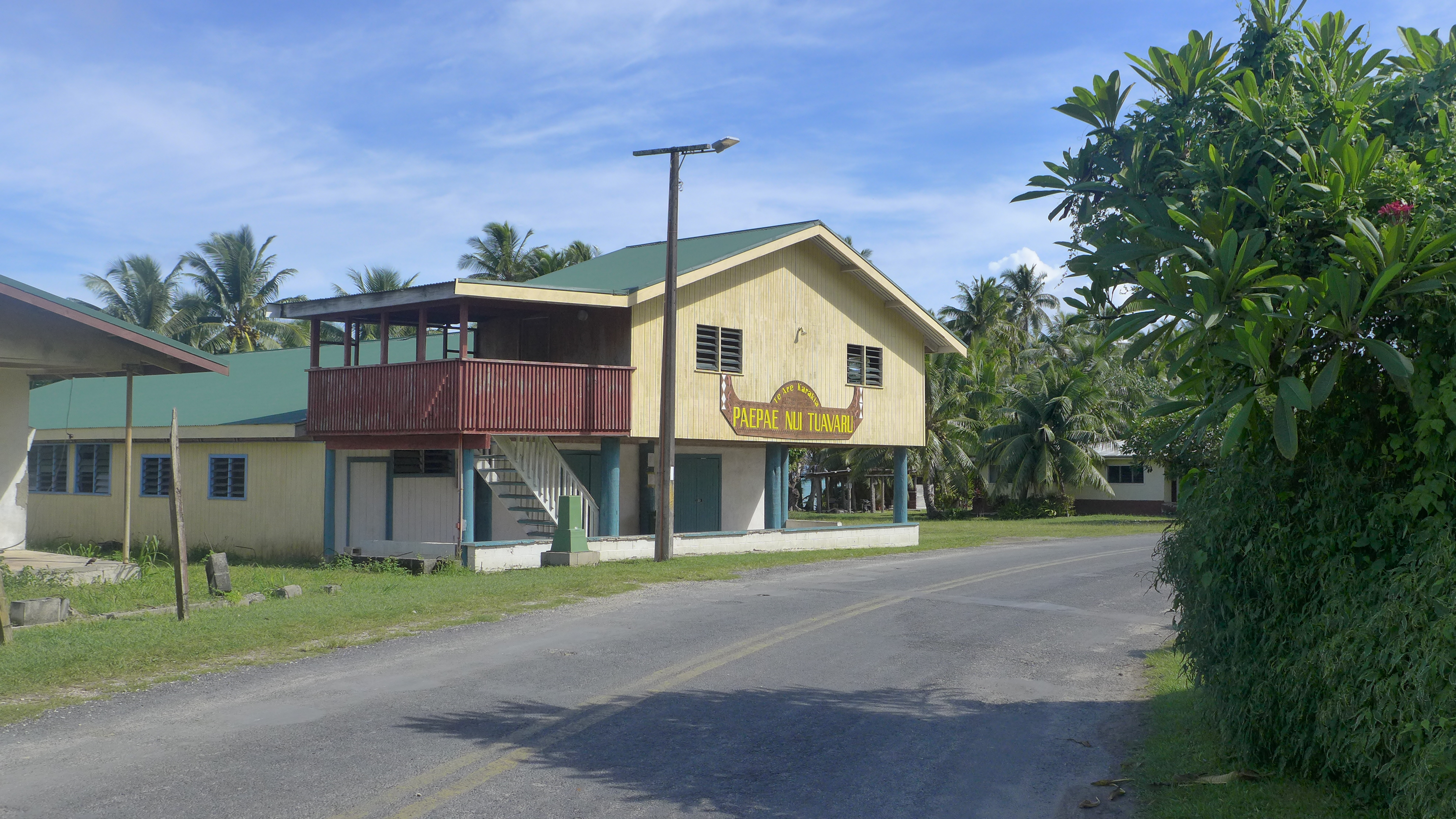
Hauptstraße
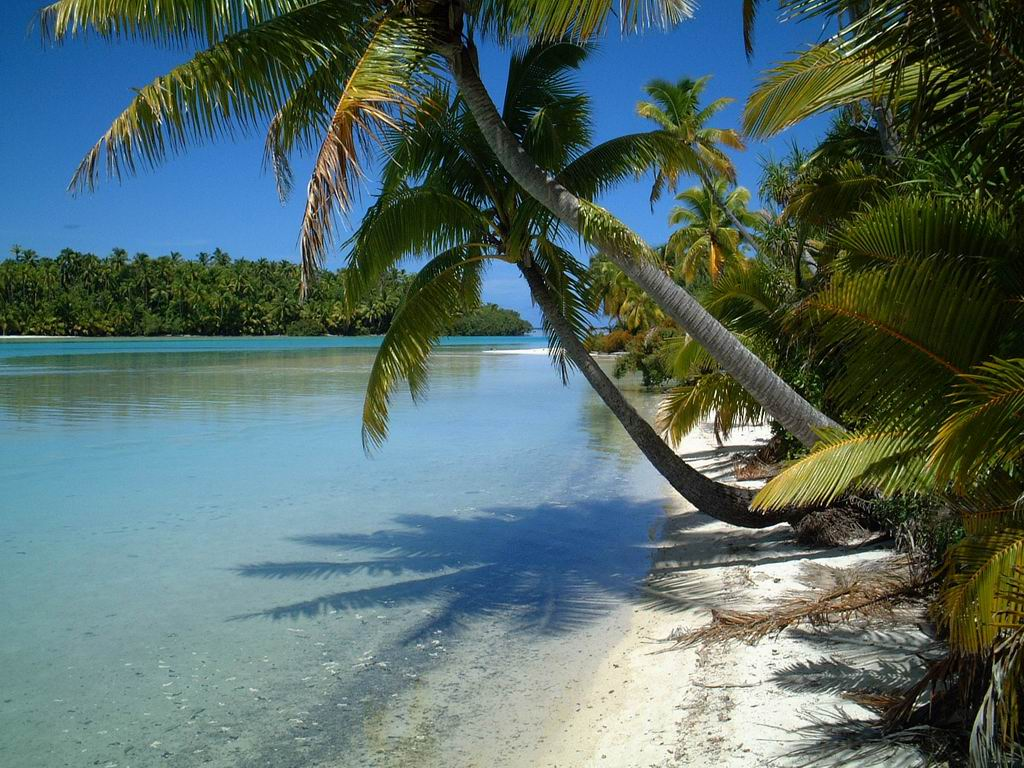
Insel Motu Tapuaetai
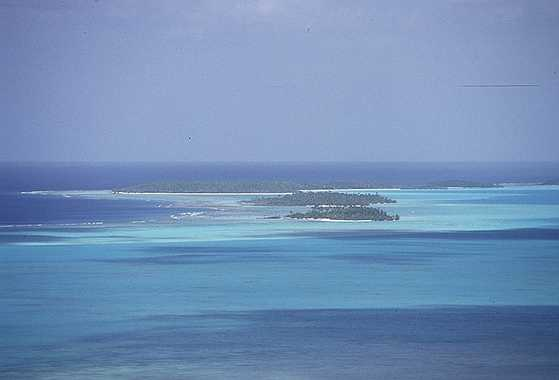
Lagune
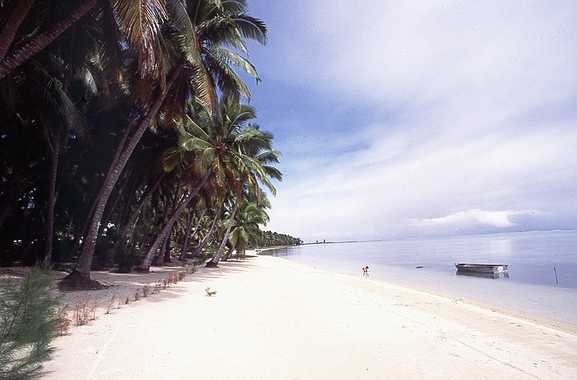
Strand
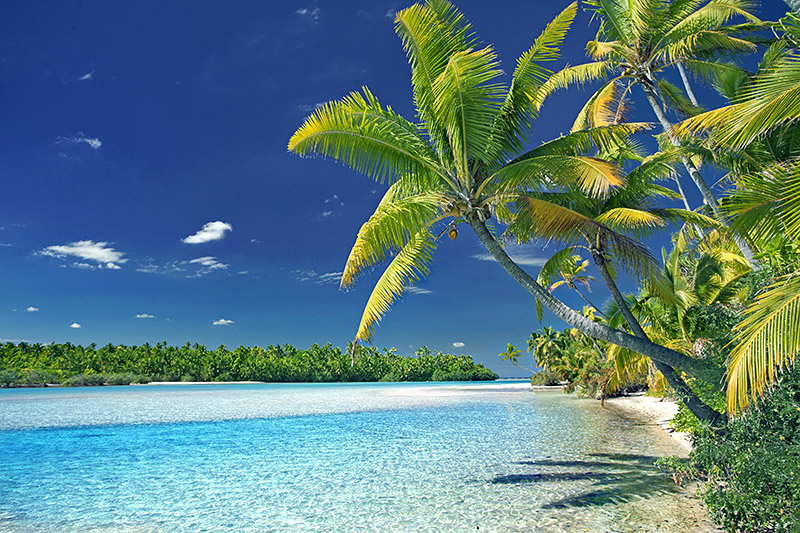
One Foot Island – Tapuaetai
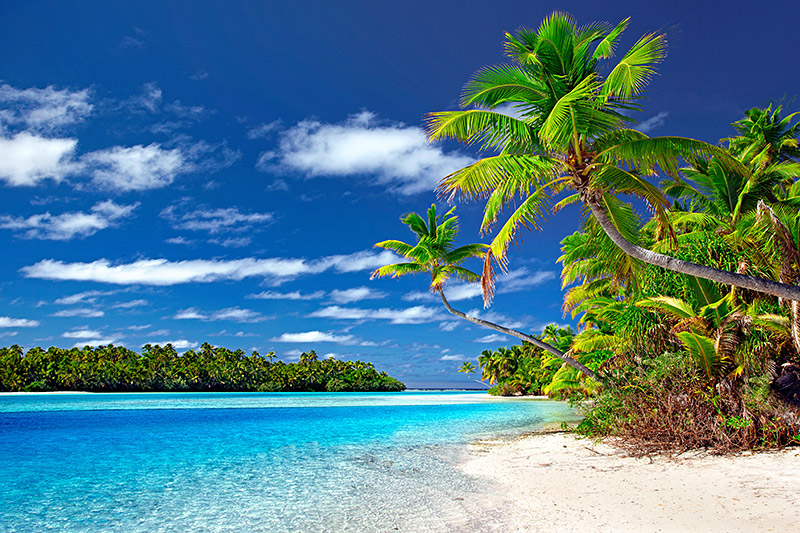
One Foot Island